# ديردري ريان
ديردري ريان (بالإنجليزية: Deirdre Ryan)‏ هي منافسة ألعاب القوى أيرلندية، ولدت في 1 يونيو 1982 في Dundrum, Dublin ‏ في جمهورية أيرلندا.

## وصلات خارجية
- ديردري ريان على موقع الاتحاد الدولي لألعاب القوى (الإنجليزية)
- ديردري ريان على موقع الدوري الماسي (الإنجليزية)
- ديردري ريان على موقع اللجنة الأولمبية الدولية (الإنجليزية)
- ديردري ريان على موقع أوليمبيديا (الإنجليزية)